# Scorzonera lipschitzii
Scorzonera lipschitzii là một loài thực vật có hoa trong họ Cúc. Loài này được (Kuth.) Czerep. miêu tả khoa học đầu tiên năm 1981.